# Emil Larsen
Emil Larsen (Kopenhagen, 22 juni 1991) is een Deens voormalig voetballer die bij voorkeur als linksbuiten speelde. Hij debuteerde in 2012 in het Deens nationaal elftal.

## Clubcarrière
Larsen komt uit de jeugdopleiding van Lyngby BK en debuteerde in 2009 in het eerste elftal. Tijdens het seizoen 2009/10 werd hij clubtopschutter in de Deense eerste divisie. Daarmee had hij een groot aandeel in de promotie van de club naar de Superligaen. Op 9 juli 2012 tekende hij een vierjarig contract voor Odense BK. In 2016 speelde hij kort in de Major League Soccer voor Columbus Crew. Hij besloot zijn loopbaan in 2017 bij Lyngby.

## Interlandcarrière
Larsen debuteerde voor het Deens nationaal elftal op 14 november 2012 in de oefeninterland tegen Turkije. Hij viel tijdens de rust in voor Casper Sloth. Larsen nam met Denemarken deel aan de Olympische Spelen 2016 in Rio de Janeiro. Bij dat toernooi verloor de ploeg van bondscoach Niels Frederiksen in de kwartfinale met 2-0 van de latere winnaar van de bronzen medaille, Nigeria.